# Panzeria chalybaea
Panzeria chalybaea är en tvåvingeart som först beskrevs av Daniel William Coquillett 1902.  Panzeria chalybaea ingår i släktet Panzeria och familjen parasitflugor. Inga underarter finns listade i Catalogue of Life.